# Polyalthia dolichopoda
Polyalthia dolichopoda är en kirimojaväxtart som beskrevs av Ian Mark Turner. Polyalthia dolichopoda ingår i släktet Polyalthia och familjen kirimojaväxter. Inga underarter finns listade i Catalogue of Life.